# Ruisseau Contourné
Pour les articles homonymes, voir Contour (homonymie).
Le ruisseau Contourné est un affluent de la rive nord de la rivière aux Montagnais, coulant près de la limite nord dans la Réserve faunique des Laurentides, dans la province de Québec, au Canada. Le cours traverse les territoires non organisés de Lac-Moncouche et de Lac-Jacques-Cartier, qui sont respectivement dans les municipalités régionales de comté de Lac-Saint-Jean-Est de La Côte-de-Beaupré et les régions administratives du Saguenay–Lac-Saint-Jean et de la Capitale-Nationale.
La foresterie constitue la principale activité économique de cette vallée ; les activités récréotouristiques, en second.
La surface du ruisseau Contourné (sauf les zones de rapides) est habituellement gelée de la fin novembre au début avril, toutefois la circulation sécuritaire sur la glace se fait généralement de la mi-décembre à la fin mars.

## Géographie
Les principaux bassins versants voisins du ruisseau Contourné sont :
- côté nord : lac Huard, rivière Métabetchouane, rivière aux Canots ;
- côté est : rivière aux Écorces, lac aux Écorces ;
- côté sud : rivière Métabetchouane, lac aux Montagnais, lac Métascouac ;
- côté ouest : rivière Métabetchouane, lac Métabetchouane[2].

Le ruisseau Contourné prend sa source au Lac Étoile (longueur : 2,2 km ; altitude : 462 m). Ce lac difforme comporte quatre baies ; son embouchure est situé au fond de la baie du sud. Le lac étoile est situé à 4,1 km au sud-est du lac Starr. La forme de ces deux lacs s'apparente.
À partir de sa source (embouchure du lac Magny), le cours du ruisseau Contourné descend sur 27,4 km, avec une dénivellation de 99 m selon les segments suivants :
- 0,8 km vers le sud, jusqu'à la décharge (venant du nord-est) du lac Dépatie ;
- 3,4 km vers le sud, jusqu'à la décharge (venant de l'est) des lacs Louisette et Pinsonneault ;
- 1,9 km vers le sud, jusqu'à son embouchure[2].

À partir de la confluence du ruisseau Contourné, le courant descend sur :
- 9,2 km vers le sud, puis le nord-est, le cours de la rivière aux Montagnais ;
- 5,0 km vers le sud, le cours de la rivière Moncouche jusqu'à son embouchure ;
- 83,9 km vers le nord la rivière Métabetchouane jusqu’à la rive sud du lac Saint-Jean ;
- 22,8 km vers le nord-est en traversant le lac Saint-Jean ;
- 172,3 km vers l'est en empruntant le cours de la rivière Saguenay via la Petite Décharge jusqu’à Tadoussac où il conflue avec l’estuaire du Saint-Laurent[2].

## Toponymie
Le toponyme du ruisseau Contourné a été officialisé le 5 décembre 1968 à la Banque des noms de lieux de la Commission de toponymie du Québec.